# 埼玉県立越谷総合技術高等学校
埼玉県立越谷総合技術高等学校（さいたまけんりつ こしがやそうごうぎじゅつこうとうがっこう）は、埼玉県越谷市にある全日制男女共学の県立高等学校。通称・略称は「越総」（こしそう）・「総技」（そうぎ）または「KSG」（けーえすじー、"Koshigaya Sougou Gijutsu"の頭文字）。
普通科の学校とは違い、各学科で専門的な知識を学ぶ。
卒業後の進路は就職が多く、就職率も高い。また、それら進路の関係で一般企業から人事担当者が多く来訪しているため、印象を損ねないように配慮していることなどから校則は厳しい方であり、なかでも頭髪・服装については特に厳しい。また、同じ理由により、来訪者への挨拶をすることが強く勧められている。

## 設置学科

### 工業系

#### 電子機械科
電子機械科（通称・電機）は、電気・電子や機械についての学習を主に行う。旋盤や溶接といった工作機器の使い方から、一般的な家庭の電気配線・マイクロコンピュータを用いたプログラミングなども行われる。また、それら実習を行うために必要な知識的授業も多く行われている。

#### 情報技術科
情報技術科（通称・情技）では、主にコンピュータをハード分野とソフト分野に分けて学習していく。ハード分野では電子工作などの実習が行われる。ソフト分野では、１年から２年時にかけてC言語による通期プログラミング実習が行われ、３年時になると就職希望者と理系以外の大学や専門学校への進学希望者向けにJava言語の選択授業も行っている。一般的に毎年数名、メディア系（CGや動画編集など）の授業も行われると思い入学してくる生徒がいる。しかし、実際にはメディア系の授業は比較的あまり行われない。ただし、３年時になると選択でソフトウェア技術と言う科目があり、そこではメディア系を学ぶことが出来る。
国家資格の基本情報技術者試験（FE）の午前科目免除制度の認定校となっている。

### 商業系

#### 流通経済科
流通経済科（通称・流経）では、主に実践的な経済の授業が行われる。後記の情報処理科との区別があまりつきにくいが、一般的に情報処理科と比べると、実践的な接客などを行うことが多い。主に全商検定を受ける。

#### 情報処理科
情報処理科（通称・情処）では、コンピュータを用いた事務処理などを学ぶ。外部の方から見ると前記の流通経済科・情報技術科との区別がつきにくい。情報処理科ではコンピュータを使った「作業」を多く学び、Office関連のソフトウェア(Excel・Word・PowerPoint)に対する資格取得を目指している。また、ITパスポートなどの国家資格の取得にも力を入れている。情報技術科のようなソフトウェアの作成やパソコン内部の構造理解など「工業的」に情報を扱うことはない。流通経済科では全商の簿記検定資格を学ぶのに対して、情報処理科では日商簿記の資格取得に向けた勉強を行っている。

### 家庭系

#### 服飾デザイン科
服飾デザイン科（通称・服デ）では、服飾造形やデザインについて主に学習する。特に実践的な実習も多く、ほかの学科と比べても課題が多い。また、３年次には一年間を通して自らで服の製作・構成・モデルなどを務めてファッションショーを作り上げる。

#### 食物調理科
食物調理科（通称・食調）では、主に調理方法や栄養・食材などの学習を行う。食物調理科の一番の魅力は卒業と同時に調理師免許が取得出来ることである。これは、公立の高等学校では珍しく、県内各地から生徒が集まってくる。

## 教育目標
社会の有為な形成者として、人格の完成をめざすとともに、産業経済の変化に対応できる、健康で明るくたくましい、創造性豊かで柔軟性を備えた、人間性に富む産業人を育成する。

## 校訓
- 創造

目標にむかって、常に創意工夫をこらして取り組む、意欲的で進取の気概に満ちた若人を育てる。
- 信頼

他をおもいやる心と敬愛の精神をもち、常に真摯な態度で事に当る、誠実な若人を育てる。
- 錬磨

急激な社会の進展に応じられる、科学技術の基礎を身につけるとともに、常に健康に留意して積極的に自らを鍛錬する、人間性豊かな若人を育てる。

## 教育方針
- 全職員の英知を結集して、生徒一人ひとりを生かした、特色ある実践的な教育を行う。
- 生徒一人ひとりの心情をよく理解するとともに、教職員・生徒・保護者が互いに強い信頼に結ばれた、心のふれ合う教育を行う。
- 学習や勤労による達成感を体得させる授業の創造をはじめ、学校生活に張りを持たせる教育を行う。

## 部活動

### 運動部
- アウトドア部
- 剣道部
- サッカー部
- ソフトボール部
- 卓球部
- テニス部（男・女）
- バスケットボール部（男・女）
- バドミントン部（男・女）
- バレーボール部（男・女）
- 野球部
- 陸上部

### 文化部
- アート部（美術班・漫研班）
- 演劇部
- 音楽部
- 家庭部
- 華道部
- 茶道部
- 写真部
- IT部
- バトン部
- 放送映像技術部
- 簿記計算部
- メカトロニクス部

## 事故・訴訟
2002年7月31日、埼玉県立入間高等学校にて行われた同高柔道部夏季合同合宿中、女性教諭に体落しで投げられた1年生女子部員が、背中から落下し急性硬膜下血腫による外傷性遷延性意識障害で意識不明に。以降、要介護の寝たきり状態。
2004年3月8日、保護者は、学校に過失責任があるとして埼玉県を相手取り、慰謝料など計約1億5600万円を求める民事訴訟をさいたま地方裁判所に起こす。
2008年3月26日、同地裁にて、学校の過失責任は認められないとの判決、原告控訴。
2009年12月17日、東京高等裁判所 （渡邉等裁判長） は、教諭らが注意義務を怠ったとして埼玉県に約1億740万円の支払いを命じる判決。
判決によると、生徒は2日目の練習で投げられた時に頭を打ち、練習を休んだ。それから3日目以降も頭痛が続いたため、軽い練習のみ加わっていた。しかし、最終日に教諭から「最後だから参加したらどうだろうか」と言われて教諭と組み、投げられた直後に意識不明になった。
教諭は「生徒は教諭に体調不良を訴えていなかった。」と結論づけたが、高裁は教諭の証言の信ぴょう性を否定した。
事件番号 平成20年(ネ)第2466号 東京高等裁判所

## 年間行事
4月
- 新入生歓迎祭

5月
- 体育祭
- 遠足

7月
- 球技大会

9月
- 修学旅行（2年）…近年沖縄か北海道が中心だが17期生は神戸・大阪・京都方面、23・24期生は広島・神戸・大阪方面、28期生は長崎・佐賀方面、31・32期生は広島・大阪・京都・神戸などの関西方面、

10月
- 文化祭

12月
- 芸術鑑賞会

1月
- 課題研究発表会

2月
- 予餞会
- ファッションショー（服飾デザイン科主催）
- 企業実習（2年）

3月
- 卒業式

## 交通
- 東武スカイツリーライン越谷駅より徒歩約25分

または、越谷駅西口よりタローズバス県民健康福祉村行・越谷誠和病院前行で越谷総合技術高校前下車　徒歩0分
※文化祭開催日に、越谷駅西口から臨時直行バスが運行される
- JR武蔵野線南越谷駅・東武スカイツリーライン新越谷駅より徒歩約35分

または、新越谷駅西口より朝日バス七左七丁目行・出羽地区センター行で出羽小学校入口下車　徒歩10分